# 豊中市立西丘小学校
豊中市立西丘小学校（とよなかしりつ にしおかしょうがっこう）は、大阪府豊中市新千里西町二丁目にある公立小学校。

## 沿革
- 1967年4月1日 - 開校
- 1970年2月24日 - 体育館完成
- 1971年6月5日 - プール完成
- 1972年3月7日 - 校歌制定
- 2000年10月 - パソコン室設置

## 交通
- 北大阪急行・大阪モノレール 千里中央駅から徒歩約15分。